# Reis Against the Spülmachine

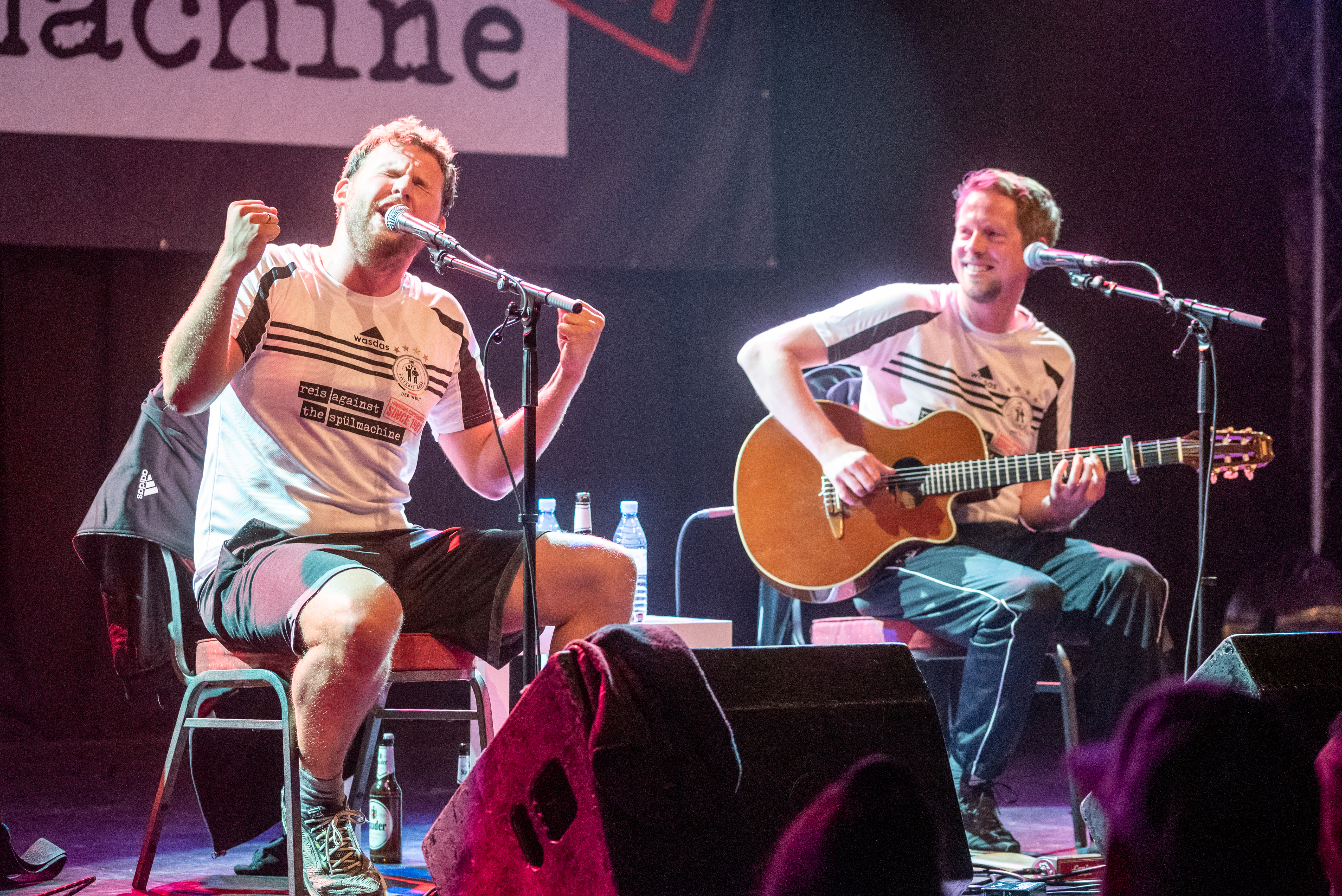
Reis Against the Spülmachine bei einem Konzert in Essen (2019)

Reis Against the Spülmachine ist ein Musik-Comedy-Duo aus Buxtehude und Oldenburg, bestehend aus Hanke Blendermann (* 1987), Künstlername „Onkel Hanke“, und Philipp Kasburg (* 1981), Künstlername „Don Filippo“. Sie selbst bezeichnen ihren Stil als „Musik-Coverett“, abgeleitet von den Worten „Cover“ und „Musik-Kabarett“.

## Werdegang
Blendermann und Kasburg lernten sich 2005 bei einem Liedermacherfestival in Kevelaer kennen. Blendermann war zu dieser Zeit hauptsächlich mit seinem Theater-Performance-Projekt „Das Buxtehuder Unsinnfonieorchester“, seiner Straßenmusik-Band „Jammin‘ Johnny and The Diskofuckers“ und auch solo aktiv. Kasburg war Teil des Liedermacher-Duos „Spieltrieb“ und Gitarrist in der Reggae-Band „Boomrush Backup“.
Im November 2011 fanden sich Blendermann und Kasburg spontan für eine Dortmunder Kneipennacht zusammen. Dabei entstand die Idee, als Duo zusammenzuarbeiten. Zunächst traten sie in Kneipen, kleinen Clubs und bei Wohnzimmerkonzerten auf. Aufgrund ihrer Nähe zur Liedermacherszene waren sie gelegentlich im Vorprogramm der „Monsters of Liedermaching“ und „Simon & Jan“ zu sehen.
Größere Bekanntheit erlangten Reis Against The Spülmachine nach Auftritten im Comedyformat NightWash und Lesetouren mit dem Ärzte-Biografen Stefan Üblacker (Das Buch Ä).
Ihr erstes Soloprogramm „Vitamine zum bösen Spiel“ wurde am 24. November 2017 in der Zeche Carl in Essen uraufgeführt.
2018 gewannen sie den NDR Comedy Contest.
2019 waren sie für den Prix Pantheon nominiert und nahmen an der 1LIVE-Hörsaal-Comedy teil.
Am 16. Oktober 2019 hatte ihr Bühnenprogramm „Die Fitteste Band der Welt“ in der Zeche Carl in Essen Premiere.
2020 waren sie zu Gast in „Olafs Klub“ (MDR) und nahmen an der St. Ingberter Pfanne teil.
Aufgrund der Kombination aus Livemusik und humoristischem Entertainment tritt das Duo sowohl in den Bereichen Kleinkunst und Comedy als auch in Musikclubs und bei Rockfestivals auf.
So traten sie u. a. wiederholt beim Open Flair und 2018 beim Stemwede Open Air 2019 bei Bochum Total, Werner Rennen, A Summer’s Tale, Eier mit Speck auf.
Während des Corona-Lockdowns führten sie Events mit der Videokonferenzsoftware Zoom durch. Am 9. April 2020 loggten sie sich in 21 unterschiedliche Konferenzen ein und gaben jeweils 15-minütige Minikonzerte. In dem Format „Reis-Küche“ veranstalteten sie interaktive Shows aus einer Küche.
Am 29. September 2022 hatte ihr drittes Programm „Radio Reis – Die Hitwelle“ Premiere. Das Programm ist stark an das Konzept des Formatradios angelehnt und greift zusätzlich zu zahlreichen Liedparodien satirisch typische Elemente wie Jingles, Werbung, Verkehrsnachrichten etc. auf. Blendermann und Kasburg schlüpfen dabei in die Rollen von Radiomoderatoren. Das Programm beinhaltet sogar einen interaktiven Teil, bei dem das Publikum in der Pause per WhatsApp-Sprachnachricht Liedwünsche äußern kann, die dann in der zweiten Hälfte der Vorstellung abgespielt und erfüllt werden.
Von Ende Februar bis Ende April 2024 traten Reis Against The Spülmachine als Vorband der Gruppe Versengold bei deren „Lautes Gedenken Tour 2024“ durch Deutschland, Österreich und die Schweiz auf.

## Name des Duos
Der Name ist eine Anspielung auf die US-amerikanischen Bands Rage Against The Machine und Rise Against. Laut eigenen Angaben ist die erste gemeinsame Parodie des Duos eine Bearbeitung des Liedes „(You Gotta) Fight For Your Right (To Party)“ der Beastie Boys gewesen. In ihrer Version heißt es „(You Gotta) Fight For Your Rice (Basmati)“. Im Namen des Duos wurde dann aber später das deutsche Wort „Reis“ verwendet. Auch das Wort „Spülmachine“ ist eine Kombination aus deutscher und englischer Schreibweise, wird inhaltlich aber nicht näher erklärt.
Der Name verdeutlicht damit bereits den parodistischen und wortspielhaften Stil des Duos.

## Stil
Typisch für Reis Against The Spülmachine ist das Umtexten bekannter Rock- und Popsongs. In der Regel geschieht dies in deutscher Sprache. Ausgangspunkt ist meistens eine Textpassage, die dem Originaltext phonetisch ähnelt. Inhaltlich bewegen sie sich dabei zwischen Nonsens, Alltagsthemen und gesellschaftspolitischer Satire.
Sie bearbeiten ganze Musikstücke, teilweise werden aber auch Medleys aus verschiedenen Songs zu einem bestimmten Thema (z. B. Obst, Nudeln, oder Tee) zusammengestellt.
Präsentiert werden die Lieder mit zwei akustischen Gitarren, zweistimmigem Gesang, einer Stompbox und verschiedenen Kleininstrumenten wie Mundharmonika, Nasenflöte oder Kazoo. Ein fester Bestandteil aller Bühnenprogramme ist Hanke Blendermanns Melodiespiel auf einer Bierflasche, das von Philipp Kasburg auf der Gitarre begleitet wird.

## Diskografie (Auswahl)
Singles
- 2019: Die fitteste Band der Welt
- 2020: Flies mal das Bad
- 2024: Hast du Saufen mal probiert? (1000 und 1 Nacht) (mit Kings of Günter; #19 der deutschen Single-Trend-Charts am 24. Mai 2024[25])
- 2025: Mordgelüste
- 2025: Saufen an 'nem See
- 2025: Shirt weg

## Auszeichnungen und Nominierungen
- 2018 Gewinner NDR Comedy Contest[26]
- 2019 Prix Pantheon Nominierung[27]
- 2020 St. Ingberter Pfanne Nominierung[28]
- 2020 Recklinghäuser Hurz Nominierung[29]
- 2020 Gewinner „Spezialist“ in Desimos Spezialclub in Hannover[30][31]